# Лейлатепинская культура
Лейлатепинская культура — археологическая культура эпохи энеолита, была распространена на южных склонах Центрального Кавказа (современная территория Азербайджана, Агдамский район), датируемая 4350—4000 годами до н. э.

## История
Памятники Лейлатепинской культуры впервые были выделены в 80-е годы XX века известным археологом И. Г. Наримановым, проводившем раскопки на памятнике Лейлатепе, который был практически единственным известным памятников данной культуры на тот момент.
В связи со строительством нефтепровода «Баку — Тбилиси — Джейхан» в западном регионе Азербайджана активизировался процесс изучения памятников Лейлатепинской культуры. Так, в 2004-2005 гг. в западном регионе Азербайджана были выявлены поселения Бёюк Кесик I, Пойлу I, Пойлу II, Агыллыдере, а также Союгбулагские курганы эпохи энеолита. Позднее в начале 2010-х в результате археологических раскопок на территории Агстафинского района было обнаружено ещё несколько поселений, относящихся к Лейлатепинской культуре.

## Характеристики и происхождение
К лейлатепинской культуре относят поселение в Лейлатепе, нижний слой поселения Бериклдееби, поселения Пойлу I, Пойлу II, Беюк-Кесик I, Беюк-Кесик II, Агылы Дере и курганы Союгбулага.
Одна из особенностей — наряду с другими типами археологических памятников были выявлены также погребения в керамических сосудах. Аналогичные кувшинные захоронения на Южном Кавказе встречаются и в Западной Грузии (см. кувшинных погребений культура).
Лейлатепинская культура генетически хорошо увязывается с североубейдскими позднеэнеолитическими памятниками, в частности, с поселениями района Восточной Анатолии (Арслантепе, Коручу-тепе, Тепечик и др.). Поселение Лейлатепе — типичное переднеазиатское поселение — чрезвычайно скученное, жилища строятся впритык друг к другу (глинобитный кишлак с глинобитными дувалами).
По мнению некоторых российских ученых, носители лейлатепинской культуры были протомайкопцами, то есть создатели майкопской культуры, которые мигрировали на северные склоны Центрального Кавказа, позже, из-за неблагоприятны климатических условий.
Сирийская экспедиция археологов РАН выявлено сходство артефактов майкопской и лейлатепинской культуры с найденными недавно в ходе раскопок древнего города Телль Хазна l на севере Сирии, постройка которого датируется 4 тысячелетием до н. э.
Соответственно предполагается, что памятники Лейлатепинской культуры, свидетельствуют о миграции на Южный и затем и на Северный Кавказ племён убейд-урукского круга Ближнего Востока.
По мнению Рауфа Мунчаева, лейлатепинская культура могла быть синхронной позднему этапу культуры сиони-цопи, а также раннему этапу куро-аракской культуры. Но в степном ландшафте лейлатепинская культура могла уступать и среднему-позднему этапу куро-аракской культуры (III тыс. до н.э.).

### Географическое местоположение памятников
Согласно Н. Мусеибли, по их географическому местоположению памятники лейлатепинской культуры на территории Азербайджана можно разделить на три группы:
- Гарабагская: Лейлатепе, Абдалазизтепе, Чинартепе и т.д.
- Гянджа-Газахская: Беюк Кесик I-III, Пойлу I-II, Селехан, Агылыдере, Союгбулаг
- Муганская: Мишарчай VI, Алхантепе[6]

## Союкбулакские курганы
В 2006 году французско-азербайджанская экспедиция обнаружила девять курганов близь поселения Союкбулак, около Агстафы. Они относятся к началу четвёртого тысячелетия до нашей эры, что их делает старейшим курганным захоронением в Закавказье. Подобные же курганы были найдены в Кавтищеви, Каспский муниципалитет, в центральной Грузии.
Большинство этих памятников связаны с археологической культурой Лейлатепе. Они могут свидетельствовать о возможных миграциях из Месопотамии на Южный Кавказ, и особенно в Азербайджан.

## Палеогенетика
У образца ALX002 из Alkhantepe (ок. 3700 лет до н. э.) определена Y-хромосомная гаплогруппа G1-M342 и митохондриальная гаплогруппа K1a12a1a.